# 普蒂塔·素帕猜恭
普蒂塔·素帕猜恭（1996年3月29日—），泰國女子羽毛球運動員，專長雙打項目。

## 簡歷
2013年3月，普蒂塔·素帕猜恭與娜丽莎帕·拉姆出戰越南羽毛球國際挑戰賽，在女雙决赛以2比1（21-18、17-21、21-11）击败了赛会头号种子、香港的潘樂恩/謝影雪，奪得其首個國際職業賽冠軍。接着4月，她分别與娜丽莎帕·拉姆以及德差蓬·保乌拉努科出戰樂魚羽毛球國際系列賽，在女雙决赛以2比0 （21-17、21-10）击败了队友的罗乍那·楚他汶迪恭/宗功攀·吉迪特拉恭，赢得冠軍；而混雙準决赛以1比2（21-18、22-24、18-21）不敌赛会2号种子、同胞的帕迪帕特·查拉查勒姆/宗功攀·吉迪特拉恭。同年10月，她參加泰國曼谷舉行的世界青年羽毛球錦標賽，與娜丽莎帕·拉姆出戰女子雙打項目，最終拿得銅牌。随后8月，她代表泰国参加中国南京举办的亞洲青年運動會羽毛球比賽，與德差蓬·保乌拉努科在混合雙打项目中赢得铜牌。同期10月，她代表代表泰国参加泰國曼谷举办的世界青年羽毛球錦標賽，與娜丽莎帕·拉姆赢得了女子雙打铜牌。	
2014年4月，普蒂塔·素帕猜恭代表泰国参加马来西亚亚罗士打举办的世界青年羽毛球錦標賽，赢得了混合團體季軍。同年7月，她與新搭档的沙西丽·德拉达那猜出戰美國羽毛球黃金大獎賽，在女雙决赛以0比2（15-21、10-21）不敌印尼的申迪·普斯帕·伊拉瓦蒂/维塔·玛丽莎，赢得亚軍。
2015年1月，普蒂塔·素帕猜恭與沙西丽·德拉达那猜出戰印度羽毛球黃金大獎賽，在女雙準决赛以1比2（21-12、16-21、13-21）不敌赛会头号种子、马来西亚的許嘉雯/溫可微。同年12月，她與沙西丽·德拉达那猜出戰美國羽毛球國際賽，在女雙决赛以1比2（21-18、19-21、19-21）不敌英格兰的希瑟·奥利弗/劳伦·史密斯，赢得亚軍。同期12月，她與沙西丽·德拉达那猜出戰美國羽毛球大獎賽，在女雙準决赛以0比2（6-21、18-21）不敌韩国的鄭景銀/申昇瓚。同样12月，她與沙西丽·德拉达那猜出戰墨西哥城羽毛球大獎賽，在女雙决赛以1比2（17-21、21-16、10-21）不敌日本的松尾靜香/內藤真實，赢得亚軍。
2016年3月，普蒂塔·素帕猜恭與沙西丽·德拉达那猜出戰波蘭羽毛球公開賽，在女雙决赛以2比0（21-7、21-17）横扫马来西亚的鄒美君/李明艷，赢得冠軍。同年10月，她出戰泰國羽毛球黃金大獎賽，在与沙西丽·德拉达那猜的女雙决赛以2比0（21-12、21-17）击败了赛会5号种子、日本的松本麻佑/永原和可那，赢得冠軍；而与苏柏·宗国的混雙準决赛以1比2（21-18、13-21、15-21）不敌香港新老组合的鄧俊文/謝影雪。年尾10月，她與沙西丽·德拉达那猜出戰丹麥羽毛球首要超級賽，一路淘汰了各国名将当中还包括韩国强档的張藝娜/李紹希，直到女雙準决赛以0比2（17-21、11-21）不敌赛会头号种子、奥运冠军的松友美佐紀/高橋禮華，俩人首次闯进超级系列赛的四强佳绩。
2018年1月，普蒂塔·素帕猜恭與德差蓬·保乌拉努科出戰泰國羽毛球大師賽，在混雙决赛以1比2（15-21、21-14、16-21）不敌赛会5号种子、奥运亚軍的陳炳順/吳柳螢，赢得亚軍。接着2月，她與新搭档的素比莎拉·飘讪攀出戰斯洛伐克羽毛球公開賽，在女雙準决赛以1比2（21-19、17-21、17-21）不敌赛会4号种子、中華台北的李子晴/鄧淳薰。同年3月，她继续與素比莎拉·飘讪攀出戰捷克羽毛球國際賽，在女雙决赛以2比0（21-14、21-11）击败了丹麦的伊丽莎·梅尔高/苏菲·尼尔森，俩人奪得其首個國際職業賽冠軍。
2023年5月，普蒂塔·素帕猜恭正式宣佈退役。

## 個人生活
其夫德差蓬·保乌拉努科亦為羽毛球球員。

## 主要比賽成績
只列出曾進入準決賽的國際賽事成績：
| 年份   | 賽事                     | 公開賽級別 | 項目     | 拍檔              | 成績   |
| ------ | ------------------------ | ---------- | -------- | ----------------- | ------ |
| 2013年 | 越南羽毛球國際挑戰賽     | 國際挑戰賽 | 女子雙打 | 娜丽莎帕·拉姆     | 冠軍   |
| 2013年 | 樂魚羽毛球國際系列賽     | 國際系列賽 | 女子雙打 | 娜丽莎帕·拉姆     | 冠軍   |
| 2013年 | 樂魚羽毛球國際系列賽     | 國際系列賽 | 混合雙打 | 德差蓬·保乌拉努科 | 準決賽 |
| 2013年 | 亞洲青年羽毛球錦標賽     | 其他       | 女子雙打 | 娜丽莎帕·拉姆     | 準決賽 |
| 2013年 | 亞洲青年運動會羽毛球比賽 | 其他       | 混合雙打 | 德差蓬·保乌拉努科 | 銀牌   |
| 2013年 | 世界青年羽毛球錦標賽     | 其他       | 女子雙打 | 娜丽莎帕·拉姆     | 準決賽 |
| 2014年 | 世界青年羽毛球錦標賽     | 其他       | 混合團體 | －                | 季軍   |
| 2014年 | 美國羽毛球黃金大獎賽     | 黃金大獎賽 | 女子雙打 | 沙西丽·德拉达那猜 | 亞軍   |
| 2015年 | 印度羽毛球黃金大獎賽     | 黃金大獎賽 | 女子雙打 | 沙西丽·德拉达那猜 | 準決賽 |
| 2015年 | 東南亞運動會羽毛球比賽   | 其他       | 女子團體 | －                | 金牌   |
| 2015年 | 美國羽毛球國際賽         | 國際挑戰賽 | 女子雙打 | 沙西丽·德拉达那猜 | 亞軍   |
| 2015年 | 美國羽毛球大獎賽         | 大獎賽     | 女子雙打 | 沙西丽·德拉达那猜 | 準決賽 |
| 2015年 | 墨西哥城羽毛球大獎賽     | 大獎賽     | 女子雙打 | 沙西丽·德拉达那猜 | 亞軍   |
| 2016年 | 亞洲羽毛球團體錦標賽     | 其他       | 女子團體 | －                | 季軍   |
| 2016年 | 德國羽毛球黃金大獎賽     | 黃金大獎賽 | 女子雙打 | 沙西丽·德拉达那猜 | 亞軍   |
| 2016年 | 波蘭羽毛球公開賽         | 國際挑戰賽 | 女子雙打 | 沙西丽·德拉达那猜 | 冠軍   |
| 2016年 | 泰國羽毛球黃金大獎賽     | 黃金大獎賽 | 女子雙打 | 沙西丽·德拉达那猜 | 冠軍   |
| 2016年 | 泰國羽毛球黃金大獎賽     | 黃金大獎賽 | 混合雙打 | 苏柏·宗国         | 準決賽 |
| 2016年 | 丹麥羽毛球首要超級賽     | 首要超級賽 | 女子雙打 | 沙西丽·德拉达那猜 | 準決賽 |
| 2017年 | 泰國羽毛球大師賽         | 黃金大獎賽 | 女子雙打 | 沙西丽·德拉达那猜 | 亞軍   |
| 2017年 | 亞洲羽毛球混合團體錦標賽 | 其他       | 混合團體 | －                | 季軍   |
| 2017年 | 蘇迪曼盃                 | 其他       | 混合團體 | －                | 季軍   |
| 2017年 | 東南亞運動會羽毛球比賽   | 其他       | 女子團體 | －                | 金牌   |
| 2017年 | 東南亞運動會羽毛球比賽   | 其他       | 女子雙打 | 沙西丽·德拉达那猜 | 銀牌   |
| 2018年 | 泰國羽毛球大師賽         | 超級300賽  | 混合雙打 | 德差蓬·保乌拉努科 | 亞軍   |
| 2018年 | 斯洛伐克羽毛球公開賽     | 未來系列賽 | 女子雙打 | 素比莎拉·飘讪攀   | 準決賽 |
| 2018年 | 捷克羽毛球國際賽         | 國際系列賽 | 女子雙打 | 素比莎拉·飘讪攀   | 冠軍   |
| 2018年 | 優霸盃                   | 其他       | 女子團體 | －                | 亞軍   |
| 2018年 | 亞洲運動會羽毛球比賽     | 其他       | 女子團體 | －                | 铜牌   |
| 2019年 | 泰國羽毛球大師賽         | 超級300賽  | 女子雙打 | 沙西丽·德拉达那猜 | 冠軍   |
| 2019年 | 蘇迪曼盃                 | 其他       | 混合團體 | －                | 季軍   |
| 2019年 | 東南亞運動會羽球比賽     | 其他       | 女子團體 | －                | 金牌   |
| 2021年 | 優霸盃                   | 其他       | 女子團體 | －                | 季軍   |
| 2021年 | 印尼羽毛球大師賽         | 超級750賽  | 女子雙打 | 沙西麗·德拉達那猜 | 準決賽 |
| 2022年 | 新加坡羽毛球公開賽       | 超級500賽  | 女子雙打 | 素比莎拉·飘讪攀   | 準決賽 |
| 2022年 | 世界羽毛球錦標賽         | 其他       | 女子雙打 | 沙西丽·德拉达那猜 | 季軍   |

| 2007-2017年 | 首要超級賽 | 超級賽 | 黃金大獎賽 | 大獎賽 | 國際挑戰賽 | 國際系列賽 | 未來系列賽 | 其他 |

| 2018-2026年 | 總決賽 | 超級1000賽 | 超級750賽 | 超級500賽 | 超級300賽 | 超級100賽 | 國際挑戰賽 | 國際系列賽 | 未來系列賽 | 其他 |

### 奧運會和世錦賽參賽紀錄
|          | 搭檔              | 2014 | 2015 | 2016       | 2017 | 2018 | 2019 | 2020 | 2021 | 2022 |
| -------- | ----------------- | ---- | ---- | ---------- | ---- | ---- | ---- | ---- | ---- | ---- |
| 女子雙打 | 沙西丽·德拉达那猜 | 32強 | 32強 | 小組第三名 | －   | －   | 32強 | －   | 16強 | 季軍 |